# Punta Cholchol
Punta Cholchol (spanisch, in Argentinien Cabo Rosario) ist eine Landspitze auf der Ostseite der Adelaide-Insel westlich der Antarktischen Halbinsel. Sie liegt am nordöstlichen Ende der Wright-Halbinsel, wird vom Sighing Peak überragt und markiert die südliche Begrenzung der Einfahrt vom Cole Channel in die Stonehouse Bay.
Wissenschaftler der 1. Chilenischen Antarktisexpedition (1946–1947) benannten sie nach der chilenischen Ortschaft Cholchol in der Región de la Araucanía. Der Namensgeber der 1978 vorgenommenen argentinischen Benennung ist nicht überliefert. Im Composite Gazetteer of Antarctica ist unter diesen Koordinaten zudem ein Kap als Cabo Lauro verzeichnet. Dessen Namensgeber ist der Ozeanograph Lauro Miranda, ein Teilnehmer an der 25. Chilenischen Antarktisexpedition (1970–1971).